# Névna
Névna (horvátul: Levanjski Varoš) falu és község Horvátországban, Eszék-Baranya megyében.

## Fekvése
Eszéktől légvonalban 47, közúton 65 km-re délnyugatra, Diakovártól légvonalban 17, közúton 24 km-re nyugatra, Szlavónia középső részén, a Dilj-hegység keleti lejtőin, a Breznica-patak völgye feletti magaslaton, a Pozsegát Diakovárral összekötő főút mentén fekszik.

## A község települései
A községhez közigazgatásilag Borojevci, Breznica (Breznica Đakovačka), Čenkovo, Névna (Levanjska Varoš), Majorfalva (Majar), Milinac, Musić, Ovčara, Paucsje (Paučje), Radkóvölgye (Ratkov Dol) és Szabadfalu (Slobodna Vlast) tartoznak.

## Története
Névna első írásos említése 1244-ben történt „Nhenna” alakban IV. Béla oklevelében. 1310-ben mint Diakovár melletti birtokot („possessio Neuna iuxta Diaco”) említi, melyre a Ják nemzetség tartott jogot. 1324-ben „Neona” néven már a Péc nemzetségbeli Névnai László birtoka, aki vejének, a Borics nembeli Treutel Miklós pozsonyi ispánnak adta át. 1332-ben említi egyházát a pápai tizedjegyzék. Névna várát 1395-ben „Castrum Niuna” néven említik először. 1422-ben Treutel Miklós örökösei egyiküknek, Treutel Katalinnak a férjére, lévai Cseh Péterre ruházták át a várat és a birtokot, melyet 1427-ben új adományul is megkapott Zsigmond királytól. (Az ő nemesi előnevéből származik a település mai nevének az előtagja.) 1454-től Kórógyi János macsói bán zálogbirtoka volt. 1464-ben Mátyás király a névnai uradalmat is szekcsői Herczeg Pálnak, Parlaghy Györgynek és Kállai Pálnak adta, de ténylegesen nem tudtak birtokba lépni. Az uradalom urai továbbra is a Kórógyiak maradtak, akik 1467-ben más egyéb birtokokkal együtt a Rozgonyiaknak adták el. 1472-ben királyi adományként egy időre monoszlói Csupor Miklós és nádasdi Ungor János kezére került. Csupor Miklós halála után 1474-ben pedig Gábor kalocsai érsek és testvére, Matucsinai Zsigmond kapták meg Mátyás királytól. Fontos kereskedelmi út is vezetett át rajta, ezért vámszedőhely is volt. Birtoklásáért több per zajlott a nemesi családok között.
A török 1536-ban foglalta el és a Pozsegai szandzsák része lett. A török a várat és a várost felégette, a lakosság pedig a közeli „Varoš” nevű magaslatra menekült. Ezzel létrejött a mai település csírája. A települést a 17. században kétszer is feldúlta török. A török kiűzése után 14 háza maradt. 1702-ben említik az erdők között fekvő romos települést és a vár romjait, melyet Ivanicsnak neveznek. A 18. század folyamán lassan népesült be újra. 1758-ban 28 ház állt a településen. A benépesülés továbbra is lassan haladt, így a középkori Névna nagyságát már nem nyerte vissza.
Az első katonai felmérés térképén „Varos” néven található. Lipszky János 1808-ban Budán kiadott repertóriumában „Város” néven szerepel. Nagy Lajos 1829-ben kiadott művében „Város” néven 64 házzal, 384 katolikus és 12 zsidó vallású lakossal találjuk. A 19. század második felében a horvátok mellé magyar és német lakosság telepedett le. Strossmayer püspök az itteni legelőkön tartotta ménesét.
A településnek 1857-ben 347, 1910-ben 582 lakosa volt. Verőce vármegye Diakovári járásának része volt. Az 1910-es népszámlálás adatai szerint lakosságának 85%-a horvát, 6%-a magyar, 4%-a német anyanyelvű volt. Az első világháború után 1918-ban az új szerb-horvát-szlovén állam, majd később (1929-ben) Jugoszlávia része lett. A második világháború idején a magyar és német lakosság elmenekült a partizánok elől. 1991-től a független Horvátországhoz tartozik. 1991-ben lakosságának 96%-a horvát nemzetiségű volt. 2011-ben a településnek 303, a községnek összesen 1194 lakosa volt. A faluban postahivatal, erdészeti iroda és két üzlet is működik, amelyek megkönnyítik az életet, különösen az idősek számára.

## Lakossága
| Lakosság változása | Lakosság változása | Lakosság változása | Lakosság változása | Lakosság változása | Lakosság változása | Lakosság változása | Lakosság változása | Lakosság változása | Lakosság változása | Lakosság változása | Lakosság változása | Lakosság változása | Lakosság változása | Lakosság változása | Lakosság változása |
| ------------------ | ------------------ | ------------------ | ------------------ | ------------------ | ------------------ | ------------------ | ------------------ | ------------------ | ------------------ | ------------------ | ------------------ | ------------------ | ------------------ | ------------------ | ------------------ |
| 1857               | 1869               | 1880               | 1890               | 1900               | 1910               | 1921               | 1931               | 1948               | 1953               | 1961               | 1971               | 1981               | 1991               | 2001               | 2011               |
| 347                | 423                | 401                | 431                | 481                | 582                | 598                | 679                | 565                | 538                | 584                | 522                | 381                | 344                | 335                | 303                |

## Nevezetességei
- Névna 14. századi várának maradványai[7] a Breznica-patak feletti magaslaton találhatók. A várból mára csak alapfalak, némi építőanyag és a kettős sánc maradványai láthatók melyben még mindig víz áll.
- Páduai Szent Antal tiszteletére szentelt római katolikus plébániatemploma[8] középkori eredetű. 1536-ban és a 17. században még kétszer gyújtotta fel a török. 1783-ban Matej Krtica diakovári püspök építtette újjá. Erre a bejárat feletti tábla emlékeztet. 1975-ben a hitoktatás céljára is szolgáló sekrestyével bővítették. Páduai Szent Antal oltárképét Strossmayer püspök ajándékozta 1870-ben.
- Kevéssé ismert és teljesen feltáratlan az úgynevezett „Široka ćuprija”, az a kőből épített híd, mely a település nyugati kijáratnál állt és a középkorban Pozsegáról Diakovárra vezető út, a „Via regalis” nyomvonalán hídalta át a patakot.

## Kultúra
KUD „Nevna” Levanjski Varoš kulturális és művészeti egyesület

## Oktatás
„Silvije Strahimir Kranjčević” általános iskola. Az iskolába mintegy 130 hallgató jár a község egész területéről. A gyerekeknek külön autóbuszuk van, amely a többi településről elviszi őket az iskolába.

## Sport
Az NK „Dilj” Levanjska Varoš labdarúgóklub a megyei 3. ligában szerepel.

## Egyesületek
DVD Levanjska Varoš önkéntes tűzoltóegyesület